# Saint-Cyr-au-Mont-d'Or
Saint-Cyr-au-Mont-d'Or è un comune francese di 5 480 abitanti situato nella metropoli di Lione della regione Alvernia-Rodano-Alpi.

## Società

### Evoluzione demografica
Abitanti censiti